# Margrete Stewart (1424-1445)
Margrete Stewart (engelsk: Margaret; fransk: Marguerite; 25. december 1424 – 16. august 1445) var en prinsesse af Skotland og dauphine af Frankrig. Hun var det førstefødte barn af Kong Jakob 1. af Skotland og Joan Beaufort.
Hun blev gift med kongen af Frankrigs ældste søn Ludvig, Dauphin af Frankrig, elleve år gammel. Deres ægteskab var ulykkelig, og hun døde barnløs i en alder af 20, tilsyneladende af feber.

## Tidlige liv
Hun blev født i Perth, Skotland til Jakob 1. af Skotland og Joan Beaufort, en kusine til Henrik 5. af England. Margrete var den første af seks døtre og tvillingsønner, der blev født i hendes forældres ægteskab (hendes overlevende bror, Jakob, ville blive Jakob 2. en Skotland seks år gammel).

## Ægteskab
Margrete var Karl 7. af Frankrigs diplomatiske valg til svigerdatter. Ægteskabet blev påtvunget Karl's tretten år gamle søn, Ludvig, hvilket ikke hjalp deres forhold. Imidlertid var kongelige ægteskaber i det 15. århundrede altid politiske. Der er ingen direkte beretninger fra Ludvig eller Margrete om deres første indtryk af hinanden, og det er blot spekulation at sige, om de faktisk havde negative følelser for hinanden eller ej. Flere historikere mener, at Ludvig havde en forudbestemt holdning til at hade sin hustru, fordi hun var hans fars valg af brud. Men det er udbredt accepteret, at Ludvig indvilligede i brylluppet og selve ægteskabet pligtopfyldende, hvilket fremgår af hans formelle omfavnelse af Margrete på deres første møde den 24. juni 1436, dagen inden deres bryllup.
Margrete og Ludvigs ægteskab viser både karakteren af middelalderligt kongeligt diplomati og den franske monarkis usikre stilling. Ægteskabet fandt sted den 25. juni 1436 om eftermiddagen i slotskapellet i Tours og blev ledet af ærkebiskoppen af Reims. Efter datidens standarder var det et meget almindeligt bryllup. Ludvig, tretten år gammel, så klart mere moden ud end sin brud, der var elleve år gammel. Margrete lignede en smuk "dukke", måske fordi hun blev behandlet som sådan af sine svigerforældre. Karl havde "grå ridebukser" på og "gad ikke en engang at tage sine sporer af". De skotske gæster blev hurtigt jaget ud efter bryllupsreceptionen. Dette blev betragtet som noget af en skandale af skotterne. Kong Karls påklædning og den hastighed, hvorved gæsterne blev smidt ud, blev betragtet som en fornærmelse mod Skotland, som var en vigtig allieret i Frankrigs krig mod englænderne. Dette fortæller imidlertid om det franske hofs fattigdom på dette tidspunkt. De havde simpelthen ikke råd til en ekstravagant ceremoni eller at være vært for deres skotske gæster længere end de behøvede.
Efter ceremonien advarede "læger mod fuldbyrdelse" på grund af bruden og brudgommens relative umodenhed. Margrete fortsatte sine studier, og Ludvig drog på rundtur med Karl til loyale områder i kongeriget. Selv på dette tidspunkt blev Karl overrasket af sin søns intelligens og temperament. Under denne tur blev Ludvig udnævnt til Dauphin af Karl, som det var traditionen for den ældste søn af kongen.
Margrete blev betragtet som yndig, elskværdig og meget smuk med en vis evne til at skrive poesi og rim, dog har intet eksempel på hendes kompositioner overlevet hendes mands ødelæggelse efter hendes død. Hun var også meget interesseret i den franske hofs sociale og galante liv. Hun var en favorit for sin svigerfar Karl 7. af Frankrig og populær blandt hofmændene. Hun følte sig imidlertid fremmed i det franske hof og blev deprimeret.  
Hun havde et anstrengt forhold til sin mand, den fremtidige konge af Frankrig, hovedsageligt på grund af Ludvigs had til hans far. Karl 7. havde beordret ægteskabet, og Margrete støttede ofte kongen mod hendes mand. Det siges, at hun bar et tæt bundet korset på grund af sin frygt for graviditeter, spiste grønne æbler og drak æbleeddike. Hendes ulykkelige ægteskab gjorde hendes depression værre, ligesom den sladder, som Ludvigs støtter spredte om hende.  

## Død
Den 16. august 1445, mellem klokken ti og elleve om aftenen, døde hun i Châlons-sur-Marne, Marne, Frankrig i en alder af 20. Lørdag den 7. august havde hun og hendes hofdamer sluttet sig til hoffet på en kort pilgrimsrejse. Det var meget varmt, og da hun kom tilbage, klædte hun sig af i sit stenkammer. Den næste morgen var hun blevet ramt af feber, lægen diagnosticerede lungebetændelse. Hun døde, efter at have fablet om en Jamet de Tillay, en bretonsk soldat i hendes svigerfar, Kong Karls gunst (Jamet overraskede Margrete i hendes sædvanlige poesioplæsning, og da der ikke var nogen stearinlys, kun en god ild i kaminen, stak han et stearinlys op i hendes ansigt, fnes og gik derefter rundt og talte om "letsindige prinsesser". Ludvig var kold overfor Margrete, og hun tilskrev hans kulde til sladderen spredt af Jamet. Hun døde og forsikrede sin trofasthed over for sin mand og beskyldte Jamet for at dræbe hende med hans ord).1 Melankolsk og bedrøvet af bagvaskelsen mod sig, sank hun ned i en sidste døsighed før hun døde. Hendes sidste ord, som svar på andres opfordringer til at ruske op i sig selv og leve, var angiveligt Fi de la vie! qu'on ne m'en parle plus ("Fy til livet! Tal ikke mere om det til mig”).
Hun blev begravet i Saint-Laon kirken i Thouars, i Deux-Sèvres, Frankrig.
Margrete er også berømt for legenden om, at hun blev kysset eller næsten kysset af digteren Alain Chartier, mens hun sov i sine egne værelser (en anden variant af denne legende har Anne af Bretagne som hovedperson), skønt hendes alder og placering på tidspunktet for Chartiers død ville have gjort det umuligt.